# صبير ذهبي
صبير ذهبي (الاسم العلمي:Opuntia aurea) هو نوع من النباتات يتبع جنس الصبير من الفصيلة الصبارية.